# Comté de Chester (Caroline du Sud)
Pour les articles homonymes, voir Comté de Chester.
Le comté de Chester est l’un des 46 comtés de l’État de Caroline du Sud, aux États-Unis. Il a été fondé en 1785. Son siège est la ville de Chester. Selon le recensement de 2010, la population du comté est de 33 140 habitants. 

## Géographie
Le comté a une superficie de 1 518 km², dont 1 504 km² est de terre. 

## Démographie
| 1790  | 1800  | 1810   | 1820   | 1830   | 1840   |
| ----- | ----- | ------ | ------ | ------ | ------ |
| 6 866 | 8 185 | 11 479 | 14 189 | 17 182 | 17 747 |

| 1850   | 1860   | 1870   | 1880   | 1890   | 1900   |
| ------ | ------ | ------ | ------ | ------ | ------ |
| 18 038 | 18 122 | 18 805 | 24 153 | 26 660 | 28 616 |

| 1910   | 1920   | 1930   | 1940   | 1950   | 1960   |
| ------ | ------ | ------ | ------ | ------ | ------ |
| 29 425 | 33 389 | 31 803 | 32 579 | 32 597 | 30 888 |

| 1970   | 1980   | 1990   | 2000   | 2010   | - |
| ------ | ------ | ------ | ------ | ------ | - |
| 29 811 | 30 148 | 32 170 | 34 068 | 33 140 | - |